# Salvador Larroca
Salvador Larroca (València, 1964) és un dibuixant de còmics valencià conegut principalment pel seu treball a Marvel Comics.

## Carrera

### Inicis a Europa
Després de diversos anys treballant en catografia digital va començar a treballar com a dibuixant per a Toutain Editor i Editorial Valenciana el 1984. El 1988 realitza pòsters per a Planeta DeAgostini, que llavors publicava els còmics de Marvel a l'estat espanyol, d'on va donar el salt a Marvel UK, la base britànica d'aquesta editoral estatunidenca. Larroca estava treballant a Marvel UK quan va col·laborar en Dark Angel i Death's Head II.

### Carrera als Estats Units
Temps després, Larroca va començar a treballar en el còmic mainstream dels EUA, com el Flash de DC Comics. Simultàniament Larroca va començar una etapa de tres anys en les aventures del personatge de Marvel, Ghost Rider a mitjans de la dècada dels noranta. No fou fins a la seua carrera en Ghost Rider que Larroca es va donar a conèixer com un dels dibuixants de còmics més prometedors als Estats Units. Tal com explicava en una entrevista, la seva llarga estància en aquesta col·lecció que estava a punt de tancar-se per males ventes quan va arribar, el va permetre desenvolupar el seu estil:
| « | (castellà) Yo tuve la suerte de entrar en una colección discreta y poder ir madurando poco a poco como artista. Actualmente hay dibujantes a los que les ponen directamente a dibujar X-Men o Los Vengadores. Yo maduré poquito a poco y pude asimilar las influencias de los autores que me gustaban y creo que actualmente no me parezco a nadie. | (català) Jo vaig tenir la sort d'entrar en una col·lecció discreta i poder anar madurant a poc a poc com a artista. Actualment hi ha dibuixants a qui els posen directament a dibuixar X-Men o Els Venjadors. Jo vaig madurar a poc a poc i vaig poder assimilar les influències dels autors que m'agradaven i crec que actualment no m'assemblo a ningú. | » |

Seguint l'experiment de l'editoral Marvel de Heroes Reborn, l'editora Bobbie Chase va encomanar a Larroca la tasca de dibuixar el retorn del Capità Amèrica, Iron Man, Els 4 Fantàstics i Els Venjadors, i diversos herois més en la minisèrie Heroes Return. Després de l'eixida d'Alan Davis de Fantastic Four, Larroca va agafar les regnes de la sèrie juntament amb el guinista Chris Claremont. Larroca i Claremont van dur la sèrie durant tres anys.
Larroca va deixar aquest títol en mans de Carlos Pacheco mentre que ell es va encarregar de diverses publicacions com ara Uncanny X-Men, després de l'eixida d'Adam Kubert que va marxar per treballar en Ultimate X-Men. Larroca, llavors, va tornar a treballar amb el guionista Chris Claremont en X-Treme X-Men. Larroca va dibuixar 24 números i després d'això li van demanar que treballara en el personatge de Namor. Mentrestant Larroca va treballar en diversos projectes de minisèrie, incloent-hi Ultimate Daredevil & Elektra i Ultimate Elektra.
Larroca fou sol·licitat per a Uncanny X-Men i X-Men. Aquestes publicacions van conduir a l'esdeveniment X-Men Reload i els títols van tenir nous escriptors, dibuixants i nova direcció d'històries. Larroca va treballar amb el guionista Chuck Austen en X-Men. Durant el seu treball amb els mutants, Larroca va dibuixar també la minisèrie Spider-Man: House of M. Larroca, que enguany estava dibuixant els X-Men però amb un nou guinista, Peter Milligan, va deixar al juny la sèrie i es va unir a Warren Ellis en Newuniversal, un remake del New Universe creat per Jim Shooter per a Marvel.
Larroca va ser un dels quatre artistes que va dibuixar Amazing Spider-Man Brand New Day.
Del 2008 al 2012, Larroca va col·laborar amb l'escriptor Matt Fraction a The Invencible Iron Man. Per aquest treball, el 2009 van guanyar el Premi Eisner a la millor obra nova per treballs publicats el 2008.
El 2015 va prendre contacte amb l'univers de la guerra de les galàxies començant a dibuixar la sèrie de Darth Vader. Posteriorment també va dibuixar la sèrie principal Star Wars. En aquestes sèries va haver de modificar el seu estil per fer-lo més realista.
El desembre de 2020, Marvel va anunciar que Larroca s'uniria amb l'escriptor Phillip Kennedy Johnson en una sèrie de còmics de la franquícia Alien, amb el primer número publicat el març de 2021.

## Reconeixements
Larroca va ser el primer dibuixant de nacionalitat espanyola en guanyar un Premi Eisner, el 2009, per la millor obra nova, The Invencible Iron Man, escrita per Matt Fraction.
| Any  | Premi        | Categoria                          | Treball                              | Resultat  |
| ---- | ------------ | ---------------------------------- | ------------------------------------ | --------- |
| 2008 | Premi Eisner | Millor número individual/ One-Shot | Sensational Spider-Man Annual núm. 1 | Nominat   |
| 2009 | Premi Eisner | Millor sèrie nova                  | The Invincible Iron Man              | Guanyador |
| 2010 | Premi Eisner | Millor portadista                  | The Invincible Iron Man              | Nominat   |
| 2020 | Premi Eisner | Millor sèrie nova                  | Dr. Doom                             | Nominat   |